# Urbanisme de Saint-Étienne

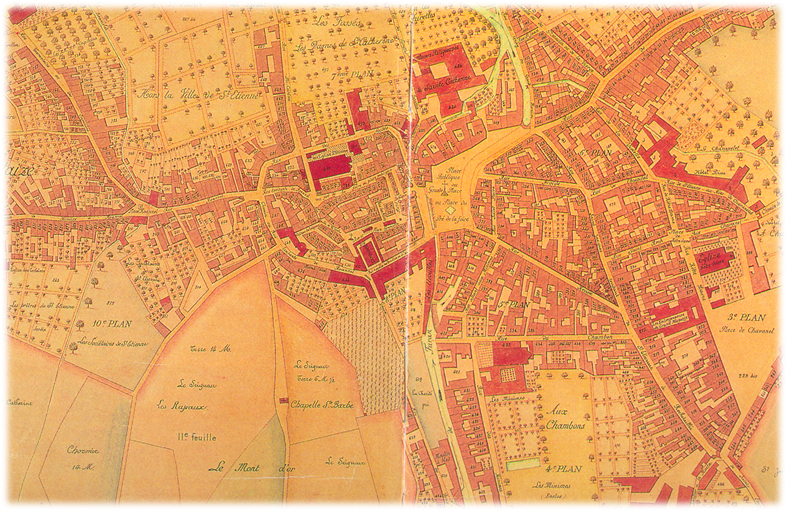
Détail du plan de la ville à la veille de la Révolution française

Des origines de Saint-Étienne on sait bien peu de choses aujourd'hui encore. Les premiers écrits qui mentionnent l'existence de Sanctus Stephanus de Furano — Saint-Étienne de Furan — remontent à la création de l’abbaye de Valbenoîte en 1184. 
La capitale du Forez située sur le principal axe de communication entre le Rhône et la Loire a gardé pendant longtemps des origines obscures. 
Les décaissements anciens, répétés et considérables de terrain, consécutifs à l'exploitation précoce des grandes couches de charbon affleurantes (attestée dans les textes dès le XIIIe siècle), ont probablement en grande partie effacés les traces d'une occupation ancienne. Ces mêmes affleurements, associés à un réseau hydrographique dense le long du bassin-versant du Furan sont généralement considérés comme ayant favorisé le développement urbain à la fin du Moyen Âge.  
L'originalité de l'urbanisme de Saint-Étienne réside dans le développement de formes urbaines au XIXe et au XXe siècle, associées à l'implantation de grandes industries.

## Les anciens passages sur laligne de partage des eaux.

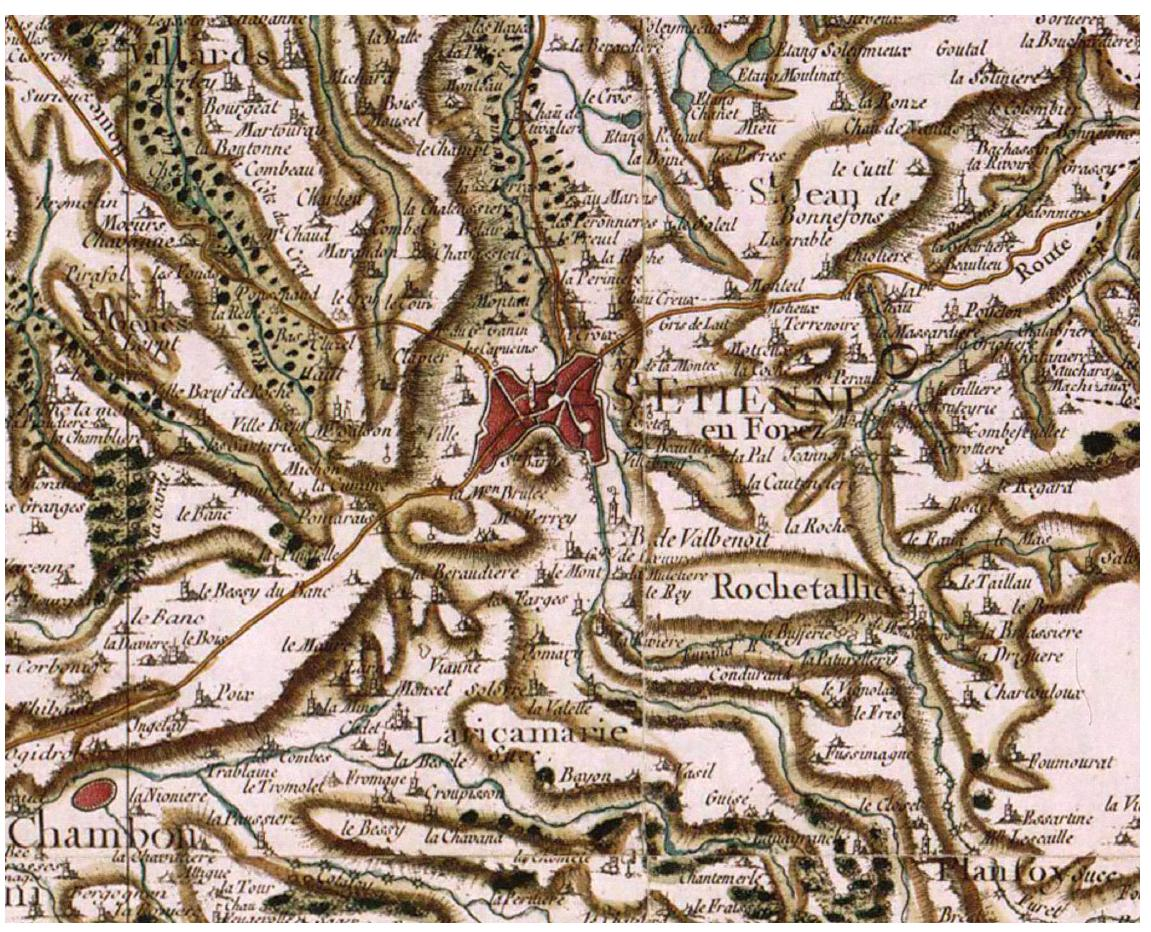
Carte de Cassini de la région Stéphanoise.

Les deux principaux seuil sur la ligne de partage des eaux se situent : 
- à la Palle (dans le quartier sud-est, à 630 m d'altitude)
- à la Montat (actuelle place Fourneyron, 530 m d'altitude).

Le premier était traversé pour la via romipedum reliant Lyon et Le Puy-en-Velay (attestée au XIIIe siècle), passant au sud de la ville, favorisant dans un premier temps le développement de Valbenoîte.  
Par la suite, cet ancien chemin fut probablement délaissé, au profit du passage de la Montat à l'Est de la ville, débouchant sur le pré de la Foire (place du peuple) et traversant le bourg même de Saint-Étienne. Voir : Rue de Lyon (Saint-Étienne, ancienne). La carte de Cassini témoigne de l'abandon de l'ancienne route dite "des pèlerins", au profit de celle de la Montat, à la période moderne.

## XVIIIesiècle
À la fin de l'Ancien Régime la ville se présentait sous l'aspect d'un gros bourg de 20 000 habitants, aux formes médiévales. La "cité" confinée dans la limite des anciens remparts s'est développée à l'Est et à l'Ouest le long de la route reliant Lyon au Puy-en-Velay (voir : Rue de Lyon) passant par le col de la Montat à l'Est et la rue de Polignais à L'Ouest. 
C'est dans ces faubourgs (Tarentaize, Saint-Jacques, La Croix) que se développe toute l'activité artisanale qui fait la renommée de la ville (fabrication d'armes, forges et travail de la soie). Saint-Étienne est aussi une ville commerçante ouverte sur la façade atlantique grâce à la Loire, l'armurerie et plus généralement la production de "clinquaille" bénéficient des marchés ouverts par le commerce triangulaire.     
Passage obligé pour entrer ou sortir du Massif central, la ville est néanmoins assez enclavée et souffre des contraintes géographiques et climatiques d'un milieu montagnard (effet d'ubac sur le versant Nord du Pilat). Une fois quitté le centre et ses faubourgs, on trouve le long des axes secondaires des constructions assez massives qui reprennent les formes de l'habitat montagnard vernaculaire du Pilat (maçonnerie en grès mais aussi en schistes sur un ou deux niveaux d'élévation).  
L'occupation des sols par les institutions religieuses (minimes, Sainte-Catherine) freine alors le développement des axes de communications vers l'extérieur (Roanne au Nord, Lyon à l'Ouest, Le Puy-en-Velay à l'Ouest et Annonay au Sud).

## DébutXIXesiècle, un cadre politique plus favorable
La Révolution française va offrir un cadre politique favorable : en 1792 la confiscation des biens du clergé va entraîner une redistribution des terrains, en donnant la possibilité aux notables stéphanois d'acquérir les anciens terrains des religieux autour de la vieille ville de Saint-Étienne.  
L'Empire va poser les bases de la stabilité (loi sur les concessions minières de 1810) mais dans un contexte économique assez peu favorable. La perte des départements étrangers en 1815 propulse de fait Saint-Étienne au rang de première ville industrielle française.
Les travaux d'aménagement du nouveau centre-ville sont confiés à l'architecte-voyer Pierre Antoine Dalgabio. La nouvelle route de Roanne est tracée en plein milieu d'un ancien couvent des religieuses de Sainte-Catherine au nord du pré de la Foire (place du Peuple) pour laisser place au premier tronçon de la future Grand'rue.
Les faubourgs de Roannelle, Polignais, Tarentaize et la Pareille sont intégrés à la commune-centre en 1790.
Le découpage en îlot des surfaces à lotir devient en fait le plan-maître qui va conditionner par la suite le développement de la ville. Une méridienne, formée par la nouvelle route de Roanne vers le nord et la nouvelle route d'Annonay au sud, forme le nouvel axe de la ville. En 1825, la connexion entre les deux est assurée par la rue Saint-Louis (actuelle rue Gambetta) conçue sur le modèle de la rue de Rivoli à Paris.
C'est également à cette période que les travaux de recouvrement du lit du Furan commencent autour de l'actuelle place du Peuple. Aux lendemains du Premier Empire, commencent à naître des projets de places publiques et de promenades autour de l'hôtel de ville.
Sous la Restauration et la Monarchie de Juillet, la population atteint 50 000 habitants (66 000 avec les communes voisines). Cette période est celle des beaux jours de la bourgeoisie stéphanoise (en particulier les fabricants de rubans), elle se traduit par la construction des immeubles à cour.

### Les immeubles de fabricants
Au départ, ils sont installés dans le nouveau centre, autour de la place de l'hôtel de ville et dans les rues adjacentes. Les acquéreurs ont d'abord construit des immeubles le long de l'alignement défini par le plan Dalgabio et ont ensuite aménagé les îlots urbains. 
Ces immeubles sont pourvus d'une cour - la recette - où le fabricant fournissait régulièrement à ses sous-traitants - les passementiers - la soie et recevait ensuite les produits finis sous forme de rubans. 

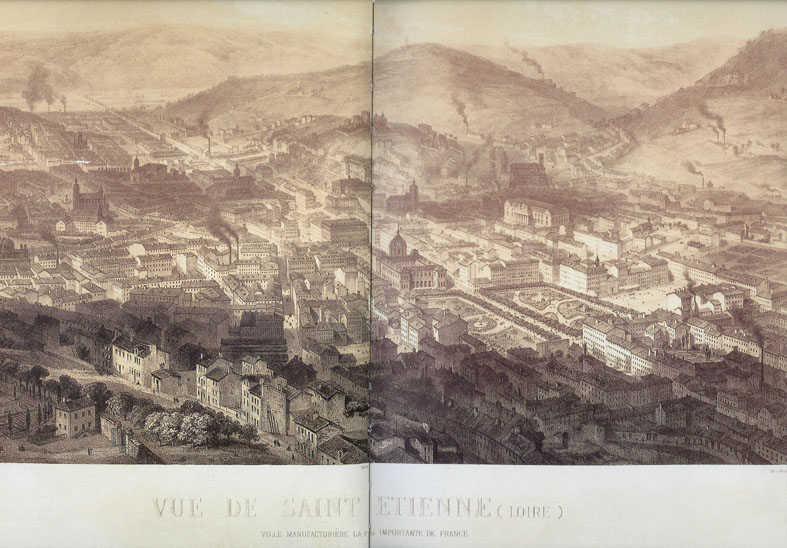
Voyage aérien en France, Saint-Étienne,vers 1860

Parallèlement au lotissement bourgeois du centre-ville, des quartiers ouvriers se développent dans les communes alentour (Outre-Furan, Valbenoîte et Montaud) et sur les collines (Crêt-de-Roch, Tardy). 
Contrairement à l'idée reçue, Saint-Étienne n'est pas alors, à proprement parler, une ville ouvrière mais un centre bourgeois qui fait sous-traiter les activités de production dans les quartiers et communes périphériques.

## 1855: les annexions communales
Au début des années 1850, la pression des fabricants à la recherche de terrains constructibles entraîne le lotissement progressif des terrains plats au-delà de la rue du Grand-Gonnet. L'annexion communale de Montaud semble alors irrésistible. 
En 1855, Montaud, Valbenoîte, Outre-Furan et l'éphémère commune de Beaubrun sont intégrées à Saint-Étienne. La superficie de la ville passe de 256 à 3 986 ha. pour une population de près de 95 000 habitants. Au sein de ce nouveau territoire plus vaste subsistent des zones vides. La ville mettra plusieurs décennies à retrouver une cohérence.
À partir de cette période, les équipements urbains encombrants sont rejetés systématiquement dans les « vides » du nouvel espace communal : la prison et la caserne sont installées à Valbenoîte. La Manufacture d'armes de Saint-Étienne s'installe dans le quartier du Marais en 1864.

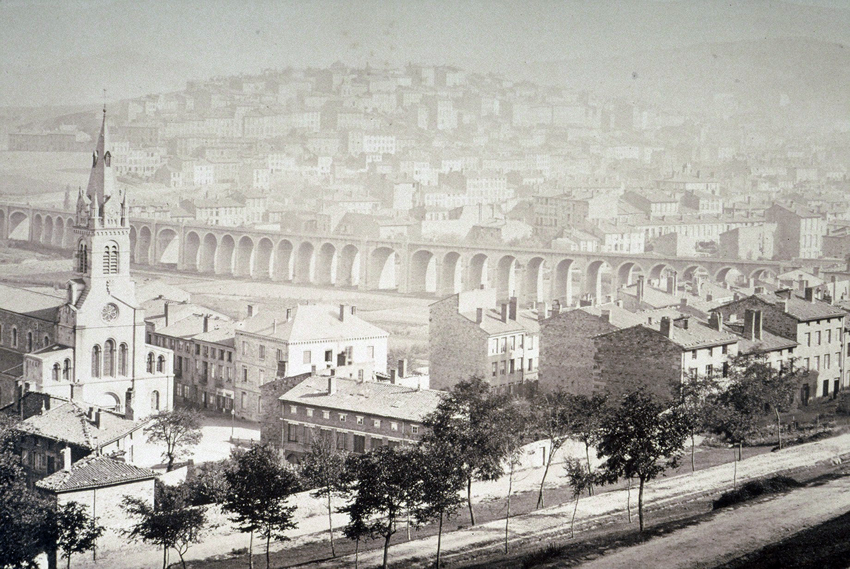
L'ancienne commune de Montaud vers 1865.

## L'opposition entre ville et mine
Les espaces consacrés à l'industrie lourde et aux activités extractives forment dès le XIXe siècle les "marges" urbaines. Les compagnies de mine, soucieuses d'éviter les litiges pour les dégâts de surface; handicapées par la coutume locale des redevances tréfoncières n'auront de cesse d'acheter les terrains surplombant leurs exploitations. La ville de Saint-Étienne quant à elle, met en place une limite administrative censée la protéger des dégâts miniers.  
En effet, dès 1824, Saint-Étienne dans ces anciennes limites est protégée des incursions souterraines par la ligne d'investison qui interdit aux exploitants le sous-sol de la ville. Les communes suburbaines (Montaud, Outre-Furan) soucieuses de ne pas entraver leur développement économique ne prennent pas de telles mesures.  
Ainsi à l'Est de la ville (Le Marais, l'ancienne commune d'Outre-Furan, le Treuil) la majeure partie des terrains appartiennent soit à la S.A. des Houillères de Saint-Étienne soit à la métallurgie lourde.
A l'Ouest (Beaubrun, ancienne commune de Montaud), la S.A. des Mines de la Loire gèle le développement de la ville au-delà de la ligne d'investison.       
Associée au développement des voies de chemin de fer et des embranchements privés l'industrialisation périphérique va proprement geler le centre bourgeois et artisanal de Saint-Étienne dans ses limites anciennes.
Les demandes de dérogation des compagnies de mines désireuses de pénétrer la ligne d'investison et l'opposition quasi systématique du conseil municipal (où siège les fabricants de Saint-Étienne) sont les éléments constitutifs d'une dualité socio-économique (industrie locale contre industrie nationale) et spatiale (espaces urbains contre espaces industriels).
Enfin, contrairement à ce qui se passe dans d'autres bassins, les compagnies de mines ne construisent pas de logements pour leurs ouvriers avant le début du XXe siècle, les pratiques paternalistes, très répandues dans d'autres régions, sont ici quasi inexistantes. Les initiatives privées resteront d'ailleurs assez modestes jusqu'aux années 1920.

## 1855-1880

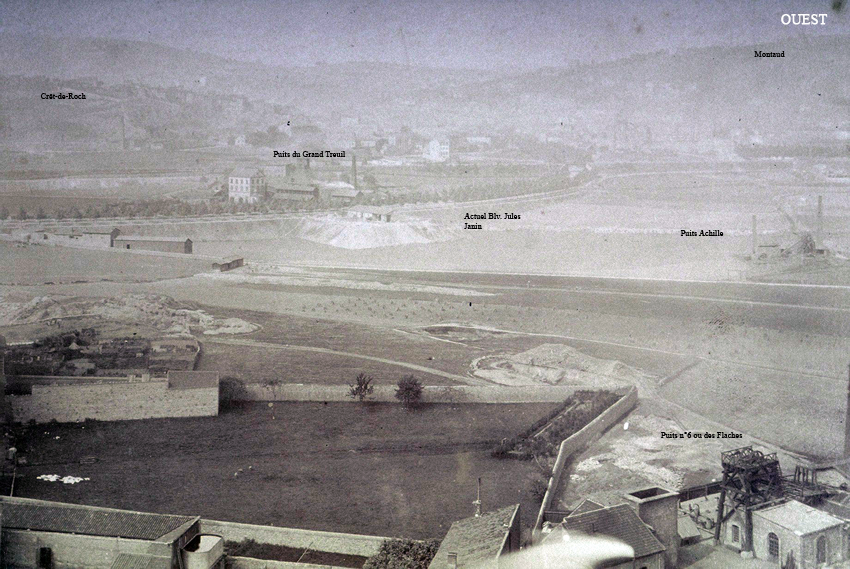
Vue sur le boulevard du Nord, panoramique du clocher de l'église du Soleil, vers 1865

- Création du boulevard du Nord (actuel Boulevard Jules Janin) tracé en arc de cercle entre le Treuil et le Marais, permettant de rejoindre la station de Châteaucreux sans passer par le centre.
- Réalisation du cours Fauriel, lieu de promenade de 2 km de long entre Villebœuf et le Rond-Point.
- Construction de la Manufacture Nationale d'Armes.
- Aménagement de la place de Montaud (actuelle place Jacquard).
- 1856 : "régénération" du quartier Saint-André et des Gauds. 
La Compagnie Immobilière de Saint-Étienne (en fait constituée de capitaux lyonnais) lance en 1856 un ambitieux programme de restructuration des vieux quartiers le long de la route d'Annonay. La Compagnie entreprend le lotissement de 8 îlots situés de part et d'autre de l'actuelle rue Gambetta (alors route d'Annonay) et de l'actuel cours Victor Hugo (où le Furan coulait alors à ciel ouvert). Les logements proposés étaient destinés à la classe moyenne supérieure (petits rentiers, employés, homme d'affaires, fabricants). La couverture du Furan (à la fois source d'énergie mais également égout à ciel ouvert) faisait partie intégrante du projet. Les résultats escomptés ne seront pas atteints, en 1860 seul un îlot est réalisé le long de la place des Ursules. Les lotissements à pourvoir seront occupés par les Halles et la Bourse du travail.

En fait, c'est en périphérie que la bourgeoisie stéphanoise s'installe. À l'écart de la ville, les lotissements et pavillons s'implantent sur les collines (Montaud, la Vivaraize, La Mulatière, Villeboeuf).

## XXesiècle
L'absence d'initiative patronale concernant le logement des ouvriers se traduit au début du XXe siècle par une crise du logement. 
La multiplication des logements insalubres dans les vieux faubourgs et des cantonnements (bidonvilles) installés en périphérie vaudra à la ville le surnom peu flatteur de "capitale des taudis". 
La situation a perduré  jusqu'à la construction des premiers grands ensembles après guerre.
Vers 1980-90, le lotissement quasi systématique des anciens terrains miniers associé au développement de l'habitat pavillonnaire ont sensiblement modifié les paysages des zones péri-urbaines industrialisées mais jusqu'alors peu bâties.

## Sources
- Mario Bonilla, François Tomas et Daniel Vallat-Fabre, Cartes et plans du XVIIIe siècle à nos jours, 200 ans de représentation d'une ville industrielle, Saint-Étienne, Presses Universitaires de Saint-Étienne, juin 2005, 182 p. (ISBN 978-2-86272-379-2)
- Christelle Morel-Journel, De la construction du bassin aux enjeux de la mémoire minière : les territoires du charbon en région stéphanoise (XIX-XXe siècle) (thèse de doctorat en Géographie), Saint-Étienne, 1999

- Philippe Peyre, Couriot, l'album : Patrimoines du Bassin de la Loire, Saint-Étienne, Musée de la mine de Saint-Étienne (Ville de Saint-Étienne), septembre 2002 (ISBN 978-2-951-89700-7), p. 141
- Philippe Peyre, 100 sites en enjeux : L'Héritage industriel de Saint-Étienne et de son territoire, Saint-Étienne, Ville de Saint-Étienne, 2006, 463 p.

- Cendrine Sanquer, « La fabrique stéphanoise au XIXe siècle à l'origine d'un important patrimoine bâtimentaire », Bulletin du Vieux St-Etienne, no 174,‎ 1994 (lire en ligne )